# Cubus Kunsthalle

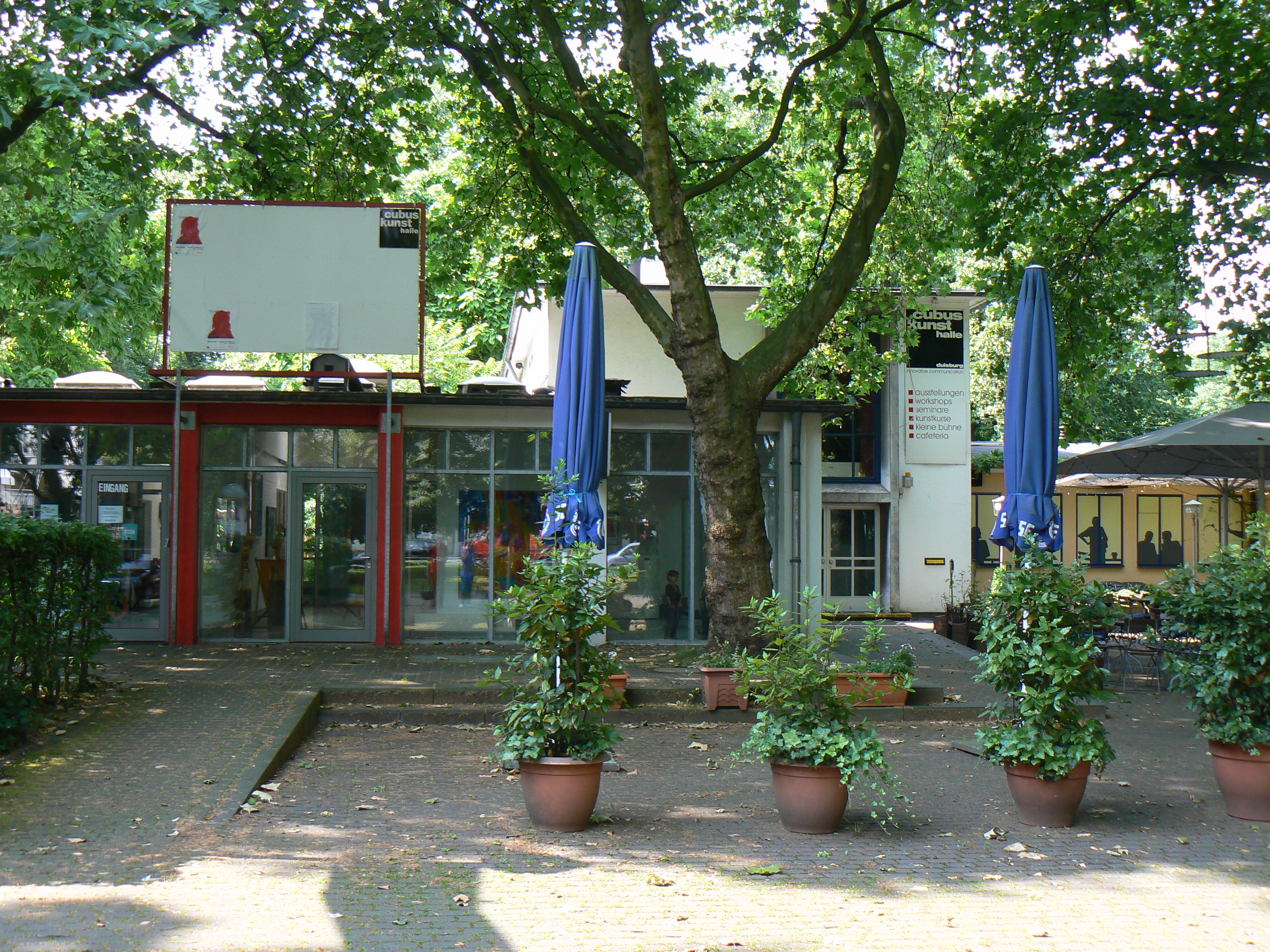
Zugangsbereich der cubus kunsthalle, Aufnahme 2008

Die cubus kunsthalle ist eine privat geführte Kunst- und Ausstellungshalle in Duisburg. Leiterin ist die Duisburger Kunstwissenschaftlerin Claudia Schaefer.

## Geschichte
1984 übernahm Claudia Schaefer, die seit 1987 die cubus kunsthalle als Kunstgalerie in Duisburg-Duissern betrieb, den Gebäudekomplex des ehemaligen Niederrheinischen Museums im Immanuel-Kant-Park zu einem symbolischen Mietpreis von der Stadt Duisburg unter der Auflage, das Haus zu renovieren und zu unterhalten. Zur Finanzierung des Projekts wurde eine Kommanditgesellschaft gegründet, die heute als Betreiber des Gebäudes und Vermieter einzelner Segmente fungiert. Die Mieteinnahmen dienen der Unterhaltung des Gebäudes und der Deckung der Betriebskosten.
1991 zog das Niederrheinische Museum in ein neues Gebäude um. Im Zuge des Erweiterungsbaus des Lehmbruck Museums beschloss der Rat der Stadt Duisburg den Abriss des alten Gebäudes. Durch die Zusicherung seitens der cubus kunsthalle, aufgrund gestatteter Untervermietungen kostenneutral für die Stadt Duisburg zu arbeiten, konnte das Gebäude erhalten und so gerettet werden. 1994 wurde der Pachtvertrag zwischen der cubus kunsthalle und der Stadt Duisburg unterzeichnet. Um das Gebäude im Kantpark zu retten, gründete Claudia Schaefer zunächst eine GmbH & Co KG. Die Einlagen der heute ca. 40 Kommanditisten sowie zahlreiche Sponsorleistungen Duisburger Firmen halfen den umfangreichen Umbau zu finanzieren. 1995 wurde das Haus nach dem Umbau eröffnet. 1996 gründeten Sponsoren einen Förderverein zur Mitfinanzierung von Ausstellungen den „Verein zur Förderung von Kunst und Kultur in der cubus kunsthalle e. V.“.

## Programm
Die cubus kunsthalle organisiert regelmäßige Wechselausstellungen zeitgenössischer Kunst und veranstaltet jedes Jahr im Winter einen Kunstmarkt für Künstler aus Duisburg und Umgebung. Die Ausstellungen können überwiegend kostenfrei besucht werden und werden teilweise in unterschiedlichen Räumen parallel präsentiert. Die Kunsthalle ist in unterschiedliche Bereiche aufgeteilt. Im Untergeschoss befindet sich der Hauptauqsstellungbereich. Zusätzlich bieten Nebenräume weitere Kapazitäten für Kabinettausstellungen, eine Garage, sowie ein Workshop-Atelier (Workspace). Des Weiteren schmück der Außenbereich einen wildgewachsenen Garten mit zahlreichen Kunstobjekten sowie einen Bienenstock, der die Natur bereichern soll. Im Obergeschoss befindet sich außerdem ein Kunstsaal, der ebenso für Kulturprogramme, gewerbliche und private Veranstaltungen mit Blick in den Duisburger Immanuel-Kant-Park genutzt wird. Die cubus kunsthalle organisiert dort regelmäßig ein Kulturprogramm mit Konzerten, Kabarett- und Tanzabenden sowie Lesungen. Die Veranstaltungen werden ohne öffentliche Gelder und ausschließlich durch die Unterstützung von Sponsoren und Förderern finanziert. Zudem kopiert sie mit der Stadt Duisburg hinsichtlich der Duisburger Akzente und mit dem Duisburger Spielkorb, der regelmäßig sein Programm für das Kindertheater im Saal im ersten Obergeschoss durchführt.